# Siddharth Kara

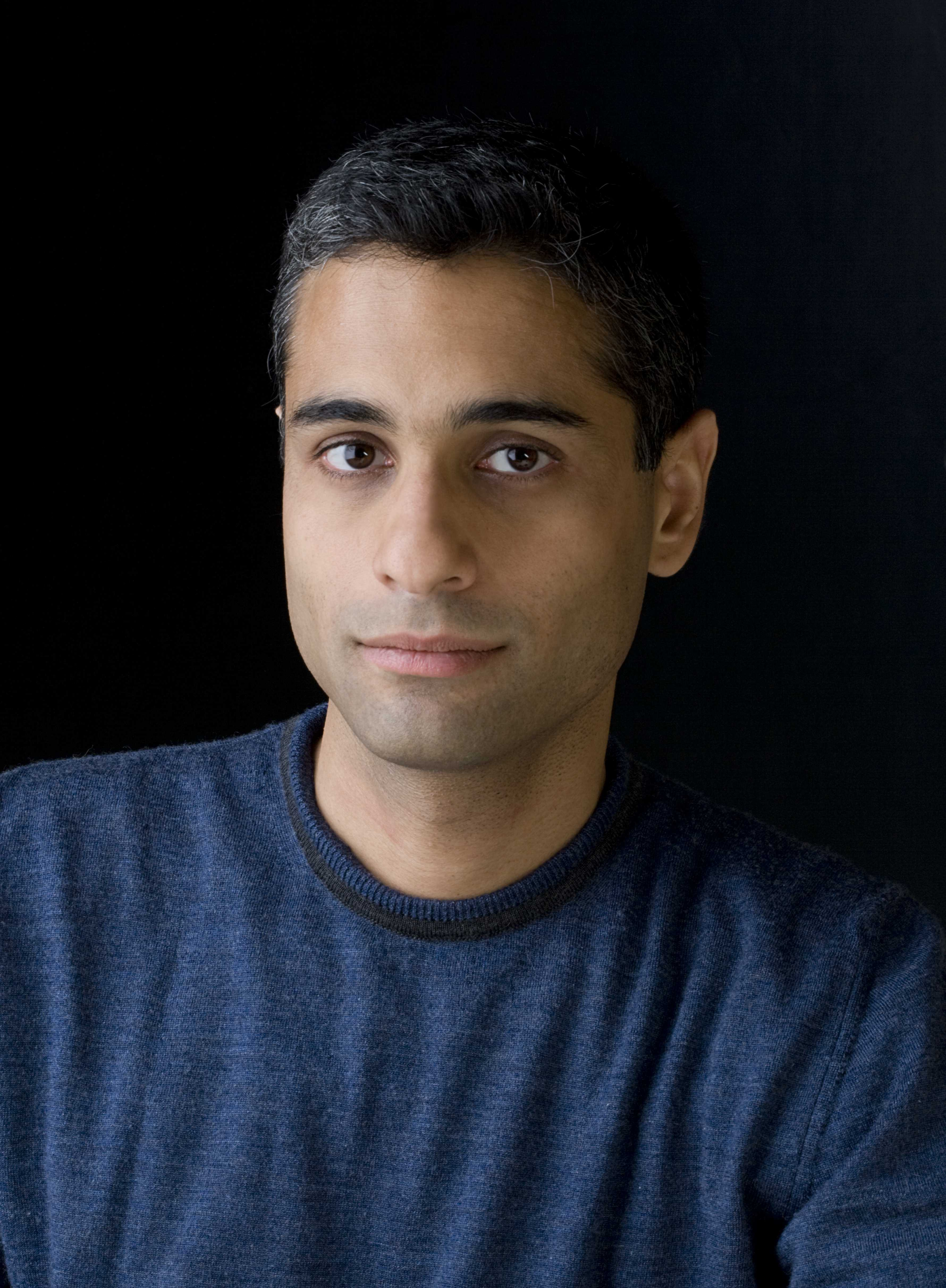
Siddharth Kara

Siddharth Kara ist ein US-amerikanischer Wissenschaftler, dessen Arbeit sich mit moderner Sklaverei und Menschenhandel in globalen Lieferketten befasst.

## Leben
Kara ist als British Academy Global Professor und Associate Professor of Human Trafficking and Modern Slavery am Rights Lab der Universität Nottingham beteiligt, wo er sich auf die Messung und Geografie der Sklaverei konzentriert. Er bereiste im Rahmen seiner Forschung zur Dokumentation der Fälle tausender versklavter Personen und Kinderarbeiter über 22 Jahre mehr als 50 Länder. Er arbeitet als Berater für mehrere UN-Behörden und Regierungen. Er trat zudem als Sachverständiger in Rechtsfällen auf, darunter ein Fall gegen große Technologieunternehmen wegen ihrer Verantwortung für die Arbeitsbedingungen in den Kobaltminen des Kongos.

## Wirken
Kara ist vor allem durch seine Analysen und Veröffentlichungen zum Thema moderne Sklaverei bekannt. Er verfasste mehrere Bücher, darunter Sex Trafficking: Inside the Business of Modern Slavery (2009), Bonded Labor: Tackling the System of Slavery in South Asia (2012) und Modern Slavery: A Global Perspective (2017).
Sein Buch Cobalt Red: How the Blood of the Congo Powers Our Lives (2023), das auch auf Deutsch vorliegt (Blutrotes Kobalt. Der Kongo und die brutale Realität hinter unserem Konsum, 2024), untersucht die menschlichen und ökologischen Auswirkungen des Kobaltabbaus im Kongo. Das Buch stieß eine Diskussion über die ethischen Implikationen der globalen Lieferketten an.

## Auszeichnungen
Karas Arbeit wurde wiederholt ausgezeichnet; so erhielt er den Frederick Douglass Book Prize. Das Buch Cobalt Red wurde für den Financial Times Business Book of the Year Award nominiert.